# Károly Németh
Károly Németh (14 de diciembre de 1922 –  12 de marzo de 2008) fue una figura política húngara nacida en Páka. Ejerció como el Presidente del Consejo Presidencial húngaro desde el 25 de junio de 1987 hasta el 29 de junio de 1988.